# گورنگا درژینا
گورنگا درژینا (به صربی: Gornja Držina) یک روستا در صربستان است که در پیروت واقع شده‌است. گورنگا درژینا ۲۹ نفر جمعیت دارد.